# My Pure Joy
Pour plus de détails, voir Fiche technique et Distribution.
My Pure Joy est un film américano-anglais écrit et réalisé par James Cullen Bressack, sorti en 2011. Il met en vedettes dans les rôles principaux Alexei Ryan, Cory Jacob et Lisa Frantz

## Synopsis
De l’extérieur, Adam semble être un adolescent normal qui vit avec sa mère veuve. En fait, il est très gravement perturbé par les traumatismes subis dans son passé. Les films d'horreur sanglants qu’il regarde toute la journée n'arrangent rien, et Adam commence à tuer des gens de la même manière que dans ses films préférés. Son frère revient vivre avec Adam et leur mère. Découvrira-t il le sinistre secret d'Adam ?

## Distribution
- Kevin Flood : Joe
- Bailey Gaddis : Alice
- Alexeï Ryan : Adam
- Cory Jacob : Joseph
- Lisa Frantz : Jane
- Christopher Chandler : Chris
- JD Fairman : Steve
- Phillip Andrew Christopher : Derron
- Kimberly Night : Cindy
- Emily Bordignon : Wendy
- Jon Bloch : Billy
- Laura Meadows : Tamara
- Nathan Blaiwes : Tommy[3].
- Mark Glasser : Le père d’Adam
- Carlo Figlio : Homie #1
- Dakota Hoffman : Homie #2
- Arman Karatavuk : enfant au chapeau
- Bryan Calvert : Officier Kirby[4].

## Production
Le film est sorti le 16 septembre 2011 aux États-Unis, son pays d’origine.